# Stienta
Stienta település Olaszországban, Veneto régióban, Rovigo megyében. Lakosainak száma 3097 fő (2023. január 1.). Stienta Bagnolo di Po, Castelguglielmo, Ferrara, Fiesso Umbertiano, Gaiba és Occhiobello községekkel határos.

## Népesség
A település lakossága az elmúlt években az alábbi módon változott:
| Lakosok száma | 3118 | 3239 | 3221 | 3097 |
|               | 2004 | 2017 | 2018 | 2023 |